# Jennifer Souza
Jennifer Souza (* 29. September 1999 in Wittlich) ist eine deutsche Handballspielerin. Sie spielt in der 2. Bundesliga beim HSV Solingen-Gräfrath.

## Karriere

### Verein
Jennifer Souza ist die Tochter des ehemaligen kongolesischen Fußballnationalspielers Rodalec Souza, der ab 1997 in Deutschland spielte. Sie begann in der zweiten Klasse, Handball zu spielen, nachdem eine Freundin sie mit zum Training genommen hatte. Ab 2014 spielte sie bei der HSG Wittlich. Ein Jahr später wechselte sie zum TSV Bayer 04 Leverkusen. Mit der A-Jugend-Mannschaft der Leverkusenerinnen gewann die 1,69 Meter große Linksaußen 2018 die deutsche A-Jugend-Meisterschaft.
Nachdem Souza im April 2017 im Spiel gegen den Buxtehuder SV ihren ersten Einsatz im Erstligateam gehabt und vierzehn Tage später in der Partie gegen den SVG Celle ihr erstes Tor in der Bundesliga erzielt hatte, erhielt sie im Mai 2018 einen Bundesligavertrag. In der Saison 2019/20 nahm sie mit Bayer Leverkusen am EHF-Pokal teil. Nach der Saison 2020/21 beendete sie ihre Leistungssportkarriere. Aufgrund einer Verletzung von Loreen Veit kehrte sie im Februar 2022 wieder in den Kader von Bayer Leverkusen zurück. Im Sommer 2025 wechselte sie zum HSV Solingen-Gräfrath.
Seit dem 1. November 2018 ist Souza Mitglied der Handball-Sportfördergruppe der Bundeswehr.

### Nationalmannschaft
Jennifer Souza nahm mit der deutschen U-17-Nationalmannschaft an der U-17-Europameisterschaft 2015 in Mazedonien teil. Dort war sie im Spiel gegen Rumänien mit neun Treffern erfolgreichste deutsche Werferin und wurde nach der Partie zur besten Spielerin gewählt. 2018 spielte sie mit der U-20-Nationalmannschaft bei der U-20-Weltmeisterschaft in Ungarn.
Im Oktober 2020 wurde Souza von Bundestrainer Henk Groener zu einem Lehrgang der deutschen Frauennationalmannschaft eingeladen.